# Fisklöstjärnen (Nås socken, Dalarna, 670932-142959)
Fisklöstjärnen är en sjö i Vansbro kommun i Dalarna och ingår i Dalälvens huvudavrinningsområde.